# Lübecker Waisenhaus

Lübecker Waisenhaus von 1810 bis 1929

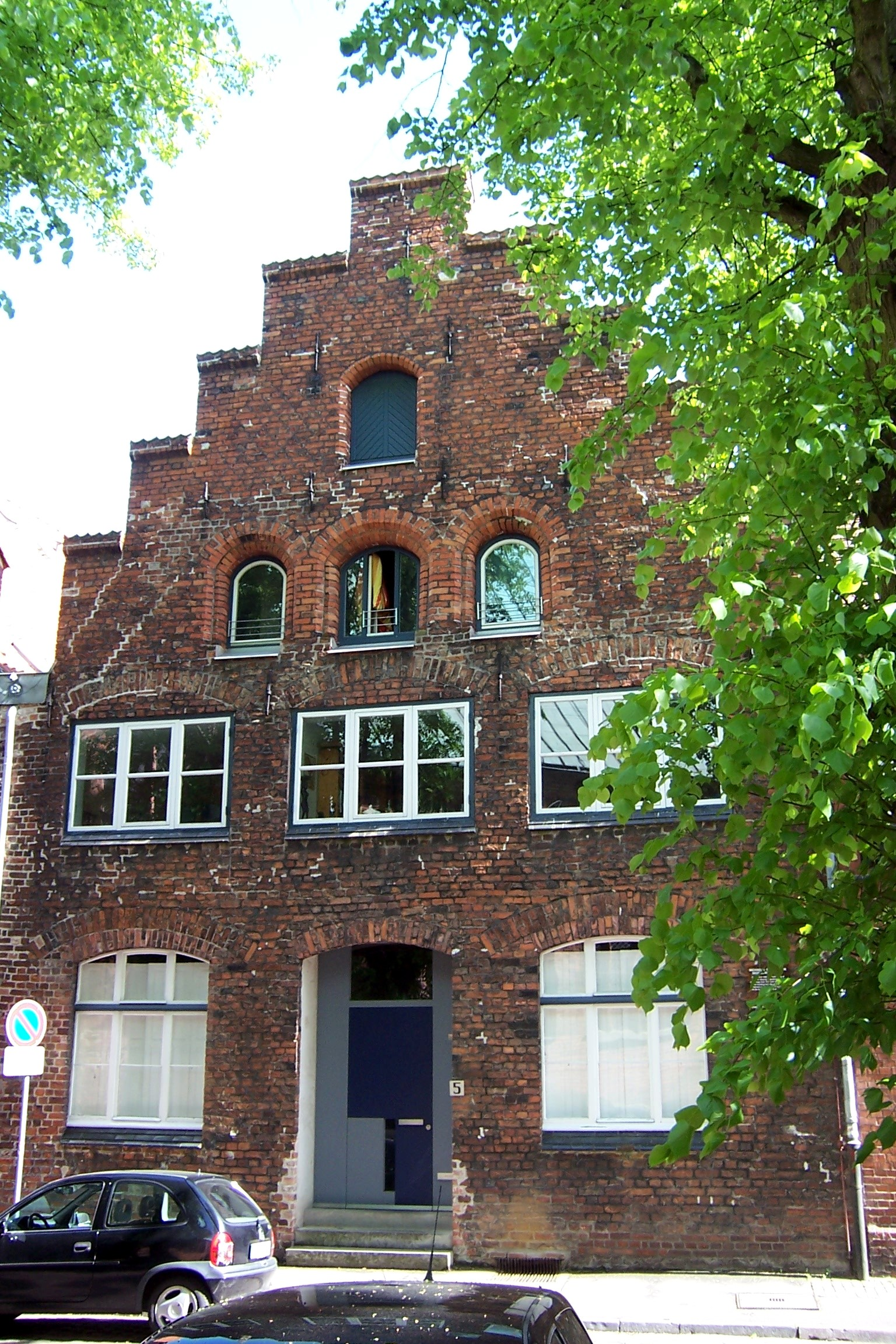
Der Michaelis-Konvent

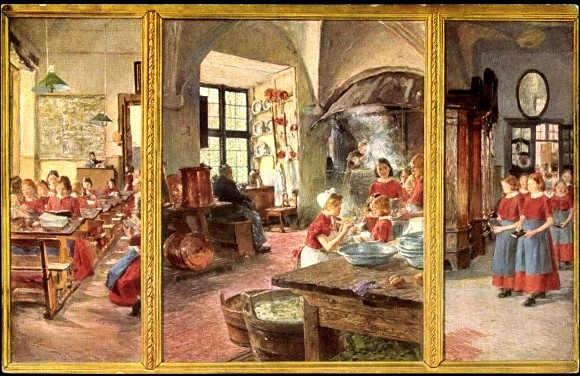
Im Waisenhaus

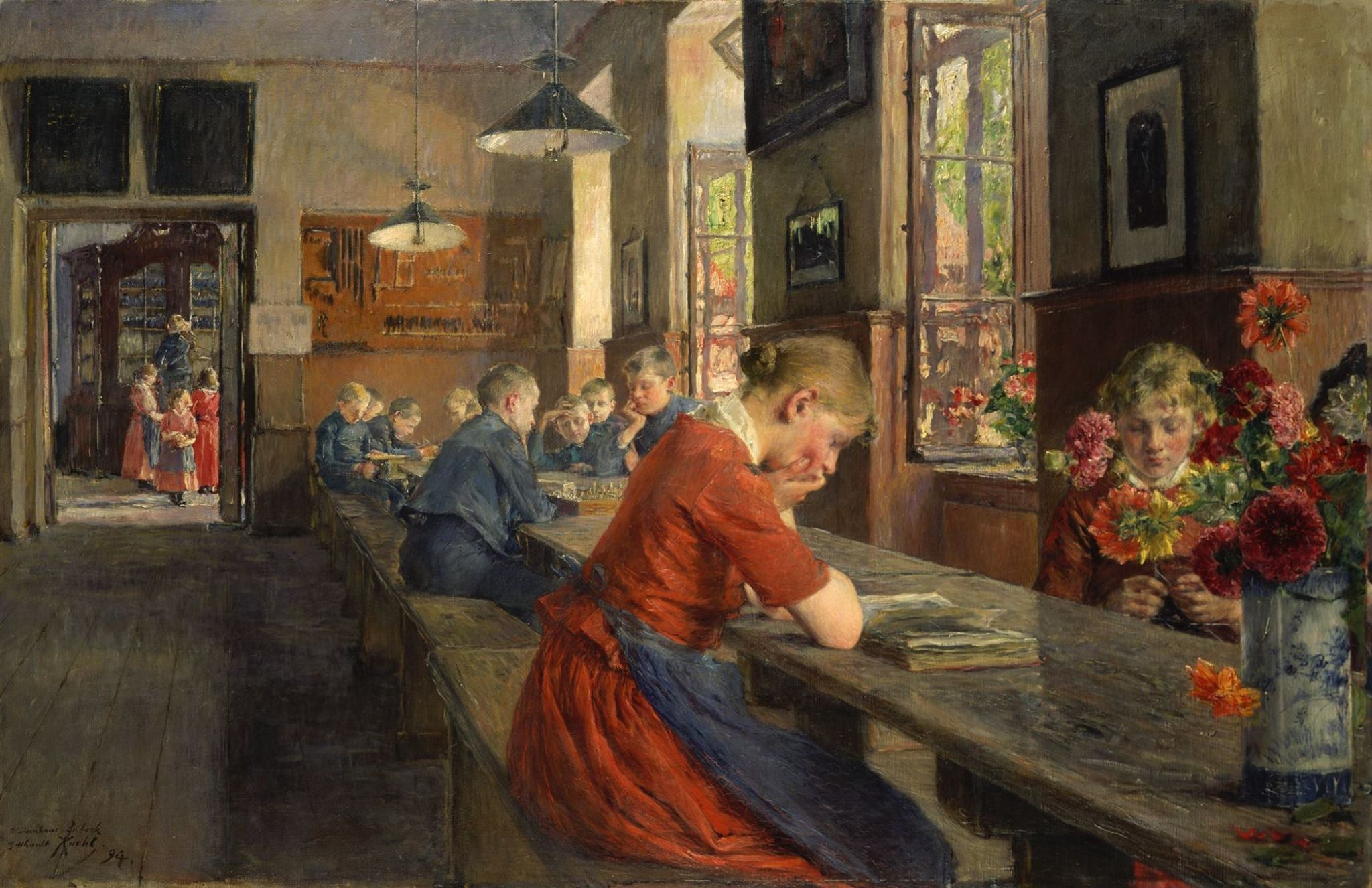
Im Waisenhaus

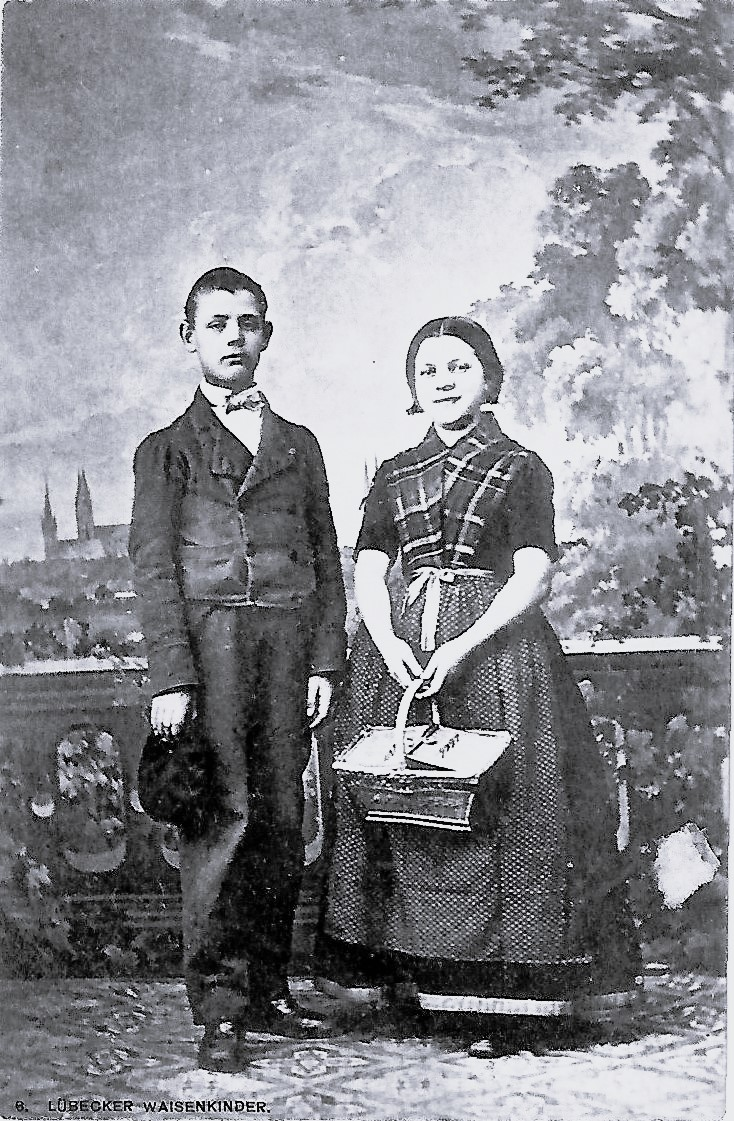
Lübecker Waisenkinder in Tracht um 1910

Das Lübecker Waisenhaus in der Altstadt von Lübeck wurde um 1546 gegründet und gehört damit zu den ältesten Waisenhäusern in Deutschland.

## Vorgeschichte
Das Waisenhaus, das kurz nach der Zeit der Reformation in dem Jahr 1546/47 gegründet wurde, gehörte zu den ältesten Anstalten dieser Art in Deutschland. In Augsburg wurde ein solches 1572, in Hamburg 1597, in Frankfurt am Main 1647 gegründet.
Veranlassung zu dieser Gründung war nach einer 1847 vom Verlag Gebrüder Borchers in Lübeck aus Anlass des 300-jährigen Bestehens erschienenen Schrift, eine große Hungersnot im Winter 1546/47.

„Der vorhergehende Winter war so strenge, daß man von Seeland nach Schonen zu Fuß über das Eis gehen konnte, war Ursache, dass das Winterkorn in der Erde erfror und die Ernte überaus schlecht ausfiel. Da nun auch die aus der Fremde erwarteten Zufuhren bei der Verbreitung dieses Ungemachs über alle benachbarten Länder ausblieben, so entstand in Lübeck eine solche Teurung, dass man bald weder Korn noch Brod anders als zu unmäßigsten und für die Armen ganz unerschwinglichen Preisen erhalten konnte.“

Die Chronisten berichten, dass bereits um 3 Uhr in der früh Hunderte die Backhäuser besetzt hielten. Die ärmere Klasse musste daher auf Gerste und Birkenrinde als Ersatz ausweichen.
Zu der Hungersnot in der Stadt hielt schweres Fieber Einzug. Deren Auswirkungen waren verheerend.
So standen plötzlich zahlreiche vater- und mutterlose Kinder auf den Straßen und öffentlichen Plätzen um zumeist erfolglos Brot zu erbetteln.

## Geschichte
Die Gründung der öffentlichen Aufsicht unterstehender Privatwohltätigkeitsanstalt in Lübeck ging auf die Initiative angesehener menschenfreundlicher Bürger zurück. Sie hielten beim Rat an, ob dieser nicht für die der Fürsorger beraubten Kinder ein Lokal einstweilen zur Verfügung stellen könnte. Dort könnte man die zusammengesuchten Kinder unterbringen und verpflegen.
Der Rat stellte ein in der Mühlenstraße, heute Nr. 63, gelegenes Haus zur Verfügung. Dieses Gasthaus wurde 1376 von Everhard Klingenberg gestiftet. Es war dereinst für Pilgrimme erschaffen und stand, nachdem die Wallfahrten unterblieben, leer.
Zu Vorstehern der Stiftung wurden vom Rat zwölf Bürger erwählt. Davon waren je zwei aus den fünf städtischen Kirchspielen.
Von diesen zehn wurde ein verarmter Schiffskapitän nebst seiner Frau, ersterer unter der Benennung eines Gastmeisters, angestellt. Zur Sicherstellung der Anstaltsökonomie wurde ihnen ein unverheirateter Lehrer zur Beteiligung beigestellt. Der Beschluss der Vorsteherschaft unterlag bis zuletzt der Zustimmung des Senats und der Bürgerschaft.
Da sie zu Beginn einzig auf die Mildtätigkeit einzelner Bürger angewiesen war, gestaltete sich der Erhalt der für deren Vorsteher am Anfang schwierig.
Die segensreiche Wirksamkeit einer solchen Anstalt wusste jedoch schnell die Bürger der Stadt zu überzeugen und sie mit größeren Liebesgaben, Capitalien und Jahresrenten zu bedenken. Als die erste derartige Gabe ist verzeichnet:

„Anno 1551 Im Juny ys dene armen vader- und moderlosen Kynderen togerefen 1 Hus in der Molenstraten utt selygen Klawes Wyttennsynem Testament, ys ferkofft to Tobyas Attmer for 1300 CM.“

Neben testamentarischen Verfügungen wurden der Stiftung bald auch andere Gaben zugewendet:
- Anno 1553 den 23 November ys den armen Kynderen de Egendom des Brunsthavens gegefen, welkes ys jarlyker Borynge 25, warvan se betteren end bewemotten ys an hovetstolle 500 CM. Dytt ys geschenn von den samtlyken Naberenn nadem man den Staven wolde fargan latten also datt edt eyn Staven blyven salt alle Tyden.
- Anno 1552 up Johannys ys den armen Kynderen gegeffen van den oldesten Frykkaryen der Kerken tom Dome  en Hoffet Stolle ys 200 CM.
- Anno 1558 den 19 im Apryl ys den armen Kynderen gegeffen worden dorch Gert van Booke, Hans Wyttenn, Hyndryk Tatendorp und Gert von Lotteren herkammende van jttlyken geborgenen Guderen wovan de summa ys 211 CM.

In den ersten zehn Jahren ihres Bestehens erwarb die Anstalt so einen für jene Zeit sehr ansehnlichen Kapitalfonds von fast 5000 Courantmark.
Man ist dann darauf bedacht gewesen, den Waisen ein eigenes Haus zu erwerben. Das bevorzugte Objekt war die nur provisorisch eingeräumte Pilgerherberge. Die Unterhandlungen zwischen den Vorstehern der Waisen und den Klingberg’schen Erben scheiterten jedoch.
Nach mehreren vergeblichen Bemühen war 1556 der Ankauf des Hinrich Schulten’schen Brauhauses in der Rittergassen gegenüber der St. Annenkirche abgeschlossen, als jedoch der Rat durch einen Eilbeschluss den Waisen das an der Weberstraßenecke gegenüber der Aegidienkirche liegende Gebäude des bisherigen Michaelis- oder Segeberg-Konvents im heutigen Aegidienhof als neue Wohnung zuwies. 1703 wurde der frisch gewählte Ratsherr Gotthard Ploennies aus dem Rat entlassen, weil er am Tag des Kinderfestes des Waisenhauses, welches vor dem Mühlentor stattfand, auf der Einhaltung der Torsperre bestand.
Das Wappen des Waisenhauses und das Abzeichen der Zöglinge, das die Jungen in rot und die Mädchen in blau trugen, sind hierauf zurückzuführen. Zwar schien die blau-rote Tracht, siehe nebenstehende um 1894 von Gotthardt Kuehl gemalte Gemälde, der Zöglinge gegen Ende nicht mehr zeitgemäß zu sein, doch wurde sie bis zur Auflösung des Waisenhauses weiter getragen.
Der Weberstraße gegenüber befindet sich neben der Kirche auch das Lübecker Logenhaus. An diesem befindet sich ein Schild, welches darauf verweist, dass dort am 22. März 1663 August Hermann Francke, dem späteren Gründer des Waisenhauses zu Halle, das Licht der Welt erblickte.
Von 1557 bis 1810 diente der Konvent dem Zweck der Waisenpflege. Mit dem Reichsdeputationshauptschluss wurde das Lübecker Domkapitel aufgelöst, und eine der freiwerdenden Kurien, die an der Ecke Domkirchhof/Fegefeuer gelegene ehemalige Kurie des Domdekans (Dechaney, Domkirchhof Nr. 7) wurde 1805 als neuer Standort des Waisenhauses erworben. Durch Erwerb der ehemaligen Kurtzrock’schen Kurie an der Parade konnte das Grundstück noch erweitert werden. Von 1831 bis 1834 beherbergte das Haus, nachdem die Zöglinge ins Bernstorff’sche Haus am Koberg umquartiert waren, ein Cholera-Hospital.
Von den Vorsteherschaften wurden für das Waisenhaus im Laufe der zeit mehrere Grundstücke erworben. So besaß die Anstalt seit 1708 entlang des Weges nach Stockelsdorf, der heutigen Fackenburger Allee, einen Garten. In jenem lag ein Herrenhaus, das dem Vorsteher zur Sommerlust diente. Dem gegenüber bot die heutige Waisenallee den Zöglingen Platz bei ihrem Vogelschießen, dem späteren Waisenkinderfest. Später wurde das Fest im Schützenhof, dann im Konzerthaus Lübeck abgehalten. Mit Beginn des Ersten Weltkriegs wurde es nicht mehr gefeiert. Vor dem Mühlentor besaß das Waisenhaus Hopfenland.
Die Auflösung am 1. April 1929 sollte nur vorläufig sein. Das vorhandene Stiftungskapital wurde weiterhin verwaltet und sollte durch den Betrieb einer Jugendherberge dem Wohl der Jugend dienstbar gemacht werden. Die Schüler des Internats waren auf die einzelnen Schulen verteilt. Sie wurden entweder in Privatpflege untergebracht oder dem Kinderheimen An der Mauer und dem Wakenitzhof zugewiesen.
Das nun ehemalige Lübecker Waisenhaus wurde Jugendherberge und 1930 zum Haus der Jugend. Mit Beginn des Dritten Reichs wurde es in Herbert-Norkus-Heim umbenannt und 1934 zusätzlich Sitz des HJ-Banns 162. Ab 1936 hatte auch die Kreisjugendverwaltung der DAF, sowie die Ortsgruppe Lübeck des Reichsverbands Deutscher Jugendherbergen hier ihre Büros. 1938 zog noch die Abteilung Jugendpflege des Jugendamtes hinzu.
In der Nacht zum Palmsonntag 1942 wurde das Haus beim Luftangriff auf Lübeck vollkommen zerstört.
Ein schlichter Nachkriegsbau steht heute an seiner Stelle. Er dient nach wie vor Aufgaben der Jugendhilfe.

## Inneres des Gebäudes vor der Auflösung
Der reine Klassizismus drückte sich in den das Portal einschließenden Pfeilern aus. Obwohl diese als zu schmächtig für den mächtig wirkenden Bau galten. Lediglich der Rundbogen gab dem Gebäude noch eine vorklassizistische Note.
Durch das Portal gelangte man auf eine fliesenbelegte Diele, von der man durch die Seitentür auf den Lindenumstandenen Spielplatz kam.
Vis-à-vis war das Sitzungszimmer mit den bis ins Jahr 1633 zurückreichenden Familienwappen der Vorsteher.
Im unteren Stockwerk war ein großer Saal – der sowohl als Essraum, Spielraum als auch Unterrichtszwecke genutzt wurde – sowie zwei Klassenräume – die gleichzeitig Tagesräume der Kinder waren. Gotthardt Kuehl gab mit seinen um 1894 entstanden Bildern einen lebhaften Eindruck von ihnen.
Im ersten Stockwerk befanden sich die Wohnräume der Angestellten, zwei weitere Klassenzimmer, der Handarbeitsraum, sowie die Krankenstuben.
Im 2. Stockwerk waren die Schlafräume. Neuzeitliche, eiserne Bettstellen boten eine bequeme Lagerstätte und die Wascheinrichtungen waren auf dem neusten Stand.

## Waisenhauserziehung
Die vielfach anerkannte Schule der Anstalt, gab besonders den Mädchen im Handarbeitsunterricht eine rein praktische Ausbildung. So hatte die gesamte Wäsche eigenständig instand gehalten und erneuert zu werden. Ein jedes von ihnen nähte zum Schluss seine Aussteuer zum Eintritt in den Beruf.

## Verweise

### Archive
- Stadtarchiv der Hansestadt Lübeck